# Zostérops de Céram
Zosterops stalkeri
Espèce
Statut de conservation UICN

 LC  : Préoccupation mineure
Le Zostérops de Céram (Zosterops stalkeri) est une espèce d'oiseaux de la famille des Zosteropidae.

## Répartition
Cet oiseau est endémique de l'île de Céram (Moluques, Indonésie).